# 池田 (新座市)
池田（いけだ）は、埼玉県新座市の町名。現行行政地名は池田一丁目から五丁目。郵便番号は352-0015。

## 地理
埼玉県新座市南東部、関越自動車道の東側に位置する。東京都練馬区に隣接している。北部には黒目川が流れる。

## 歴史
地名は大字片山の字名のひとつである池田上による。
- 1971年（昭和46年）12月1日 - 住居表示の実施に伴ない[4]、大字片山の一部から池田一丁目〜五丁目が成立[5]。

## 世帯数と人口
2017年（平成29年）1月1日現在の世帯数と人口は以下の通りである。
| 丁目               | 世帯数    | 人口    |
| ------------------ | --------- | ------- |
| 池田一丁目・二丁目 | 113世帯   | 249人   |
| 池田三丁目         | 258世帯   | 631人   |
| 池田四丁目         | 476世帯   | 1,190人 |
| 池田五丁目         | 501世帯   | 1,195人 |
| 計                 | 1,348世帯 | 3,265人 |

## 小・中学校の学区
市立小・中学校に通う場合、学区（校区）は以下の通りとなる。
| 丁目       | 番地 | 小学校             | 中学校             |
| ---------- | ---- | ------------------ | ------------------ |
| 池田一丁目 | 全域 | 新座市立池田小学校 | 新座市立第三中学校 |
| 池田二丁目 | 全域 | 新座市立池田小学校 | 新座市立第三中学校 |
| 池田三丁目 | 全域 | 新座市立池田小学校 | 新座市立第三中学校 |
| 池田四丁目 | 全域 | 新座市立池田小学校 | 新座市立第三中学校 |
| 池田五丁目 | 全域 | 新座市立池田小学校 | 新座市立第三中学校 |

## 交通

### 道路
- 関越自動車道
- 埼玉県道36号

## 施設
- 新座市立池田小学校
- 新座市立第三中学校
- 埼玉県立新座高等学校
- 池田三丁目児童遊園
- 池田五丁目児童遊園